# Poseidon Pond
Poseidon Pond är en sjö i Antarktis. Den ligger i Östantarktis. Nya Zeeland gör anspråk på området. Poseidon Pond ligger 1 413 meter över havet.